# Tremblois-lès-Rocroi
 Tremblois-lès-Rocroi  là một xã ở tỉnh Ardennes, thuộc vùng Grand Est ở phía bắc nước Pháp.